# Мери Датска
Кралица Мери Датска, графиня на Монпеза (на английски: Mary, Queen of Denmark, Countess of Monpezat), имена по рождение Мери Елизабет Доналдсън (Mary Elizabeth Donaldson) е съпруга на крал Фредерик X, монархът на Дания.

## Биография
Родена е като Мери Елизабет Доналдсън на 5 февруари 1972 г. в гр. Хобарт, щата Тасмания, Австралия, в семейството на шотландски емигранти.
Завършва специалност „Търговия и право“ в Университета на Тасмания през 1994 г. След това се мести в Мелбърн, където започва работа в рекламна агенция. Тренира хокей и плуване.
Крал Фредерик X и кралица Мери Датска имат 4 деца:
- кронпринц Кристиан Валдемар Хенри Йоан (р. 25 октомври 2005)
- принцеса Изабела Хенриета Ингрид Маргрете (р. 1 юли 2007)
- принц Фредерик Венсан Миник Александър (p. 8 януари 2011)
- принцеса Жозефин София Ивало Матилда (p. 8 януари 2011)